# Jean-Pierre Richelmi
Jean-Pierre Richelmi, né le 18 mai 1957 à Monaco (la même année que son compatriote Christophe Spiliotis), est un pilote de rallyes monégasque.

## Biographie
Actuel gérant de société, il fait ses débuts en compétition automobile en 1978 sur Opel Ascona.
Il participe à douze épreuves comptant pour le WRC de 1981 à 2002 (meilleur résultat une 5e place au rallye du Portugal en 1997 sur Ford Escort RS Cosworth), et à neuf autres dans le cadre de l'ERC, de 1996 à 2000, toutes en terre grecque ou cypriote.
Il remporte de nombreux rallyes Terre français de 1991 à 2005 (16 au total), sur deux périodes (1991-1995; 2001-2005): à cinq reprises le Rallye Terre de Vaucluse (1991, 1994, 1995, 2001, et 2002), avec Freddy Delorme et Thierry Barjou, sur Ford Sierra Cosworth, Toyota Celica et Peugeot 206 WRC, à quatre reprises le Rallye Terre de Provence (1992, 1993, 1995, et 2001), le tout associé à F. Delorme, sur Toyota Celica et Peugeot 206 WRC, à trois reprises le Rallye Terre des Cardabelles (1992, 1993, et 1995), sur Toyota Celica, avec F. Delorme puis Thiery Barjou, ainsi que les Rallye Terre des Causses et Rallye Terre du Diois en 2003 avec F. Delorme, sur Ford Focus WRC. En 2001 il est aussi vainqueur du Rallye Terre de Corse, et en 2005 du Rallye Terre d'Auvergne.

## Palmarès

### Titres
- Triple champion du France des rallyes Terre, en 1993 (sur Toyota Celica), 1995 (sur Toyota Celica 4W), et 2003 (sur Ford Focus WRC) (seulement précédé au palmarès par Jean-Marie Cuoq, avec quatre titres tous ultérieurement acquis);
- Coupe du Monde sur Glace: 2001 avec Philippe Gache (IRSI);
  - 2e de la coupe du monde sur glace: 2002 (nb: l'édition 2003 sera remportée par Jean-Philippe Dayraut).

### Victoire internationale
- Pikes Peak International Hill Climb Catégorie Open, en 1999 (avec Frédéric Roba) sur Lancia Delta Integrale, et 2001 sur Toyota;
- Rallye de Chypre, en 1999, sur Subaru Impreza avec Stéphane Prévot (ERC).

(et 2e du rallye grec de l'Olympe en 2000, avec T.Barjou (ERC))

### Trophée Andros
- Victoire en 1999 à Super Besse (Puy-de-Dôme).

### Ice Race Series International (I.R.S.I. FIA)
- Vainqueur en 2001 avec Philippe Gache, sur Toyota Celica[1]:
2 victoires sur 4 épreuves, Challenge sur glace Michelin Canada-Québec Sherbrooke (2e manche du championnat) et Kuoplo (3e manche du championnat).

### 24 Heures de Chamonix
- Vainqueur du Master de Chamonix le samedi 27 janvier 2001.